# バイスプレジデント
バイスプレジデント（英語: vice president、略語：VP）は、英語圏の組織において主任や長（President）の補佐、あるいは副職の地位にあたる役職である。ヴァイスプレジデントとも。
まず、国の名前の前にPresidentとつければ国家の長、つまり大統領という意味になる。代表的な例としてPresident of USA(アメリカ合衆国大統領)やPresident of Germany(ドイツ連邦共和国大統領)やPresident of South Korea(大韓民国大統領)という意味になるので、この場合のVice Presidentは副大統領という意味になる。
一方で、会社組織においてVice Presidentが副社長という意味になるのは21世紀では稀であり、部長という意味であることが一般である。
20世紀においてはPresident of Toyotaなどの場合で会社の名前の前にPresidentとすればトヨタの会社の長、つまりトヨタの社長という意味であり、会社内でVice Presidentという場合は会社の副社長という意味であった。しかし21世紀においては、株式会社の会社統治（Corporate Governance）の観点から株主の利権を代表して会社の方針を決定する取締役会とその方針を指揮・実行する執行官（Executive Officer）という形で明確に株主と経営の機能の分化が促進・一般化したため、会社には取締役会の長である会長（Chairman of the Board）と執行官の長であるCEO（Chief Executive Officer）という役割分担が一般化した。よってPresident＝社長という役職は、個人所有の中小企業、あるいは完全な子会社で取締役会の必要のない会社の長に使用されるだけとなった。一方で、大会社において組織や部署の長をPresidentと呼べばそれが社長なのか部長なのか主任なのかが曖昧になるということもあり、Presidentという役職名を会社内で使うこと自体が殆ど見られなくなった。
21世紀の金融業界ではAnalyst、Associate、Vice President、Director、Managing Directorという形でランクが移行する。大きな会社においてはSenior Analyst, Senior Associate, Senior Vice Presidentなどのランクが間中に入ることもある。

## 概要
米国におけるバイスプレジデント (vice president) は、一般に政府や法人 (corporation) その他の団体において、代表者たるプレジデントを補佐又は代理する役職を指し、具体的には政府の副大統領や国際機関の副総裁、非営利団体等の副会長や副理事長、会社の副社長などであるが、一部の団体や会社では副会長や副理事長、副社長などと和訳するほど高位ではない職位の名称として用いられており、そのような場合には日本語では「副会長」、「副理事長」、「副社長」などと訳さずに「バイスプレジデント」と表現することが多い。日本の会社においては、直訳のイメージとの混同を避けるためにあまり使われないが、英語表記を行う場合に支配人、執行役員、または常務の英訳として使用されることがある。
米国の法人のバイスプレジデント (vice president) は、非営利法人であっても営利法人（株式会社）であっても伝統的にプレジデント (president) 、書記役 (secretary) 、会計役 (treasurer) 等とともに法人の役員 (officer) とされる。理事会（法人が会社の場合は取締役会）(board of directors) は一人または二人以上のバイスプレジデント (vice president) を選任することができる。法人の基本定款 (articles of incorporation) 又は付属定款 (by-laws) に別段の定めがない限り理事又は取締役 (director) でなくともよい。米国の多くの州では、バイスプレジデント (vice president) の役割や権限について州法で明確に規定していないので、法人が付属定款 (by-laws) でその権限の概略を規定する。一般に、主な事業部 (business unit)、部門 (division) 若しくは職能別部署 (function)（営業、総務、財務など）を担当し、または法人の重要な経営方針を決定する職務を行い、法人の法律文書 (instruments) や株券 (stock certificates) に署名する権限を有する。判例法ではバイスプレジデント (vice president) に明示的に権限が付与されていない場合、通常は第三者に対して法人を拘束する行為を行うことはできないが、プレジデント (president) に欠員（無能力状態や法律行為ができないかそれを拒否する場合などを含む）が出た場合は、プレジデント (president) と同様に第三者に対して法人を拘束する行為を行う権限を有するとされる。
米国法律協会 (American Law Institute, ALI)による「企業統治の原則：分析と勧告」(Principles of Corporate Governance: Analysis and Recommendations) において、法人 (corporation) の副社長 (vice president) は上級執行役員 (Senior Executive) に分類されている。

## ヒエラルキー
| 順位 | 米国における執行役                      | 英国における執行役       | 投資銀行における執行役          | アジア圏における執行役 |
| ---- | --------------------------------------- | ------------------------ | ------------------------------- | ---------------------- |
| 1    | President                               | Managing Director        | President                       | President              |
| 2    | Deputy President or FEVP or SEVP or EVP | Deputy Managing Director | Deputy President or SEVP or EVP | Deputy President       |
| 3    | Executive VP, Group VP                  | Executive Director       | Senior Managing Director        | Executive VP           |
| 4    | Senior VP                               | Director                 | Managing Director               | Senior VP              |
| 5    | Corporate VP or Vice President          | Deputy Director          | Executive Director              | Corporate VP           |

バイスプレジデント（VP）には、コーポレート・バイスプレジデント（CVP）、シニア・バイスプレジデント（SVP）、エグゼクティブ・バイスプレジデント（EVP）やシニア・エグゼクティブ・バイスプレジデント（SEVP）などの名称を付与することがある。
SEVPは、デピュティ・プレジデント (deputy president) や英国のデピュティ・マネージング・ディレクター (deputy managing director; DMD) や日本の副社長に相当するといわれる。
EVPも、英国のDMDや日本の副社長に相当する場合があるが、SEVPに次ぐ職位とされる。
また、SVPは、通常、EVPに次ぐ職位を指す。
CVP若しくはVPはこれに次ぐ職位とされるが、これらSEVP、EVP、SVP、CVP、およびVPなどを総称してバイスプレジデント (VP) という場合もある。
米国のEVP又はSVPは英国のエグゼクティブ・ディレクター (executive director; ED) に相当し、米国のSVP又はCVPは英国のディレクター (director) に、米国のCVP又はVPは英国のデピュティ・ディレクター (deputy director) に相当する。
米国の株式会社のSVPやCVPに次ぐ地位のバイスプレジデント (VP) は、大きな会社の場合は、日本企業でいえば部長、本部長、又は平取締役程度の職位であるとされ、本店・支店などの責任者を務めるバイスプレジデント (VP) は支配人に相当するが、投資銀行や経営コンサルタントでは、さらに下位の職位として用いられる。小さな会社の場合には、バイスプレジデント (VP) が営業課長を兼務する場合がある。さらに極端な場合は、一般企業の主任や銀行における支店長代理のような、最初の肩書きといった場合もある。
業界によって地位の高さが異なるのは、外資系証券会社や経営コンサルタントは事業会社の経営幹部と対等に話をする必要があるため、「底上げした」肩書を用いたのが発祥と考えられている。